# Olof Rydbeck
Olof Rydbeck, född 15 april 1913 i Djursholm, död 23 december 1995 i Stocksund, var en svensk ambassadör och radiochef. Han var chef för Sveriges Radio 1955–1970, Sveriges FN-ambassadör 1970–1977 samt generalkommissarie för FN:s hjälporganisation för Palestinaflyktingar (UNRWA) 1979–1985.

## Biografi
Rydbeck var son till bankdirektör Oscar Rydbeck och Signe Olsson. Han gifte sig 1940 med Monica Schnell, dotter till ryttmästare Carl Gustaf Schnell och Hilda Hök.
Under 1930- och 1940-talen var han medlem i Nationella Studentklubben i Uppsala.
Efter att ha blivit fil. kand. 1934 och jur. kand. 1936 vid Uppsala universitet fick Rydbeck anställning vid Utrikesdepartementet som attaché. Året därefter deltog han i den svenska beskickningen i Berlin under Arvid Richert, och i Ankara 1941, men återkom till Sverige 1942. År 1945 var han attaché i Washington DC och förflyttades till Bonn 1950. Han ingick tillsammans med Sverker Åström, Axel Gjöres och Herman Eriksson i Sveriges första delegation i FN, ledd av Östen Undén. Denna delegation ansökte om och var med vid Sveriges inträde i FN 19 november 1946. År 1952 utsågs han till byråchef och UD:s presschef. År 1955 lämnade han diplomatin och blev chef för Sveriges Radio, vilket han förblev i femton år.
År 1970 återkom Olof Rydbeck till diplomatin då han efterträdde Sverker Åström som FN-ambassadör. Sitt första uppdrag på posten genomförde Rydbeck redan innan han officiellt tillträdde, då han fick ta emot dåvarande kronprinsen, sedermera kung Carl XVI Gustaf, och bekanta honom med FN och den svenska delegationen. Under 1976 var Rydbeck ombud för säkerhetsrådet, då generalsekreteraren utsåg honom att förhandla om Västsaharas framtid. 1977 lämnade han posten till Anders Thunborg, och var i tre år ambassadör i London. År 1979 utsåg FN honom på förslag av svenska regeringen genom Hans Blix, till generalkommissarie för UNRWA, FN:s hjälporganisation för palestinska flyktingar, en tjänst han innehade till sin pensionering 1985.
Vid sidan av de ordinarie tjänsterna var Olof Rydbeck även styrelseledamot i bland annat Svenska institutets råd, STTF, beredskapsnämnden för psykologiskt försvar, och SRK:s överstyrelse. År 1990 utgav Olof Rydbeck sina memoarer, I maktens närhet. Diplomat, radiochef, FN-ämbetsman på Bonniers. Han är begravd på Djursholms begravningsplats.
Olof Rydbeck anses ha varit förebilden till den ena av Bill och Bull i Gösta Knutssons böcker om Pelle Svanslös. Den andra förebilden anses Tord Hagen vara.

## Priser och utmärkelser
- Hedersledamot i Föreningen Heimdal 1961
- Sixten Heymans pris 1977
- Kungliga Serafimermedaljen 1987